# Fran Gundrum Oriovčanin
Dr Fran S. Gundrum - Oriovčanin je bio hrvatski pisac i prevoditelj. Živio je u Križevcima u drugoj polovici 19. i početkom 20. stoljeća. Napisao je mnoštvo manjih djela različitog sadržaja te mnoštvo knjiga poučnog sadržaja, osobito iz područja narodnog zdravlja i osobne higijene.
Knjige su dobile preporuku visoke kraljevske zemaljske vlade u Zagrebu za nabavu knjižnicama srednjih i pučkih učiona u Kraljevini Hrvatskoj i Slavoniji.
Prevodio je djela s bugarskog jezika.
Dragutin Renarić je preko Frana Gundruma Hrvatskom povijesnom muzeju darovao dekoriranu bocu za rakiju.
Radio je na tome da se ne zaboravi ime zaslužnika Nikole Zdenčaja.
Bio je liječnik u Bugarskoj, i ona je ugrađena u njegovo prosvjetno i književno djelo. Prijateljevao je s bugarskim velikanom Ivanom Vazovom čije je djelo preveo na hrvatski, a knjiga Pod jarmom objavljena je u Križevcima 1898. godine.

## Djela
- Alkohol - otrov
- O vožnji na biciklu
- Nešto o obrtničko-radničkom zdravstvu
- Alkohol i djeca
- Doček bana Jellačića u Križevcu
- Zdravstvo spolnog života
- Njega zubi
- Tobožnja hrvatska kruna
- Iz križevačkog kraja
- Njega kose
- O produljenju života
- Kapavac
- Plivanje

Prijevodi:
- Kazalarska carica (autor Ivan Vazov)
- Baj Ganjo (autor Alek Konstantinov)